# Тимур Василишин
Тимур Василишин (Tymur Vasylyshyn) (нар. 5 лютого 2010, Київ, Україна) — український співак, який проживає у Стокгольмі, Швеція. Відомий своїми публічними виступами на підтримку України під час російсько-української війни. Виконує класичні твори, сучасні естрадні пісні, бере участь у благодійних заходах та музичних конкурсах.

## Біографія
Тимур Василишин народився 5 лютого 2010 року в Києві. Після початку повномасштабного вторгнення Росії в Україну у 2022 році разом із мамою та старшою сестрою переїхав до Швеції, оселившись у Стокгольмі. З дитинства займається музикою та співом. У Швеції навчався в Adolf Fredriks musikklasser і співав у Stockholms Gosskör (2022—2024).

## Музична діяльність
Тимур виконує широкий репертуар — від оперних арій до сучасної естрадної музики. Серед його виконань — Pie Jesu Andrew Lloyd Webber, Ave Maria Франца Шуберта та український духовний гімн Боже великий, єдиний, нам Україну храни. У 2024 році презентував авторську пісню Where Are My Wings, а також виконав англомовну баладу I'll Find You, створену спільно зі шведськими сонграйтерами Linnea Deb та Fredrik Sonefors для Hello Mello 2024.

## Публічні виступи та благодійна діяльність
Тимур активно виступає на благодійних концертах і акціях солідарності з Україною у Швеції. Регулярно співає гімн України на щотижневих акціях Måndagsrörelsen на площі Norrmalmstorg у Стокгольмі. Брав участь у пам'ятних заходах на річницю початку війни, концертах на площі Sergels torg, різдвяному концерті в Skansen з Carola Häggkvist та меморіальних подіях у парламенті Швеції (2023, 2024).

## Участь у конкурсах
У 2024 році став півфіналістом конкурсу Hello Mello 2024 — талант-шоу для молодих виконавців, організованого Melodifestivalen та SVT. Виступив із піснею I'll Find You, яка була написана спеціально для конкурсу.

## Згадки в медіа
Про Тимура писали провідні шведські та українські ЗМІ, серед яких Svenska Dagbladet, SVT та Altinget.
- Lifvendahl, Tove (24 лютого 2023). ”Я співаю, співаю і вивчаю нові пісні”. Svenska Dagbladet (швед.). Процитовано 24 квітня 2025.

- Liljefors, Lisa (10 листопада 2024). Тимур залишив воєнний Київ — тепер змагається в Hello Mello: «Мріє стати новим Паваротті». SVT Nyheter (швед.). Процитовано 24 квітня 2025.

- У Стокгольмі вшанували пам’ять жертв Голодомору. Укрінформ (укр.). 26 лютого 2023. Процитовано 24 квітня 2025.

- Riksdagen uppmärksammar den andra årsdagen av Rysslands invasion av Ukraina (швед.). 26 лютого 2024. Процитовано 24 квітня 2025.

- Photos from the event "Building Human Capital for the Future of Ukraine" on February 6. Stockholm School of Economics (англ.). 6 лютого 2024. Процитовано 24 квітня 2025.

- Kuronen, Alexander (27 жовтня 2024). 14-årige Tymur tar ton för Ukraina. Mitt i Sundbyberg (швед.). Процитовано 24 квітня 2025.

- Lifvendahl, Tove (6 серпня 2024). Tove Lifvendahls tal på Norrmalmstorg 5 augusti 2024. Svenska Dagbladet (швед.). Процитовано 24 квітня 2025.

- SITE and Nordic Ukraine Forum to host event on higher education in Ukraine. Stockholm School of Economics (англ.). 6 лютого 2024. Процитовано 24 квітня 2025.

- Musik för medmänsklighet – Skeppsholmens Fredskör och Näktergalningarna. Sveriges Körförbund (швед.). Процитовано 24 квітня 2025.

- Unsurrendered: 15 stories of Ukrainians. Help in Change (англ.). Процитовано 24 квітня 2025.

- Efter Eurovisionbråket: Saade tillbaka på SVT. TV4 (швед.). 23 жовтня 2024. Процитовано 24 квітня 2025.

- Hello Mello på SVT – alla bidrag, artister, låtskrivare, programledare. Aftonbladet (швед.). жовтень 2024. Процитовано 24 квітня 2025.

- Hello Mello – Se bidragen – Tymur Vasylyshyn “I’ll Find You”. SVT Barn (швед.). Процитовано 24 квітня 2025.